# روبرت ويتني بورنس
روبرت ويتني بورنس (بالإنجليزية: Robert Whitney Burns)‏ هو ضابط أمريكي، ولد في 15 سبتمبر 1908 في ستانلي في الولايات المتحدة، وتوفي في 5 سبتمبر 1964 في سان أنطونيو في الولايات المتحدة.